# Ain Sbit
Ain Sbit  (in arabo عين السبيت‎?) è un centro abitato e comune rurale del Marocco situato nella provincia di Khémisset, regione di Rabat-Salé-Kénitra. Conta una popolazione di 11 051 abitanti (censimento 2014).